# Neverwinter Nights
Neverwinter Nights (NWN) is een computerrollenspel ontwikkeld door BioWare en uitgebracht door Atari. Het computerspel kwam uit in 2002 voor de pc (Windows en Linux) en voor de Apple Macintosh en werkt volgens het d20 System van de derde editie van de Dungeons & Dragons-regels. Dit spel is het eerste rollenspel voor de computer van BioWare dat gebruikmaakt van 3D-computergraphics (de Aurora-engine). Het spel speelt zich af in en rondom de fictieve stad Neverwinter in de fantasywereld van Faerûn (onderdeel van de Forgotten Realms-setting).
Het spel biedt de mogelijkheid om online of offline gespeeld te worden. Daarnaast kan de speler een eigen scenario creëren waarin andere spelers online kunnen meespelen en waarbij meestal één speler de Dungeon Master (spelleider) is.
Voor het spel zijn de volgende uitbreidingen uitgebracht met nieuwe verhalen en nieuwe technische mogelijkheden:
- Shadows of Undrentide (2003);
- Hordes of the Underdark (2003);

Daarnaast zijn er enkele online verkrijgbare uitbreidingen uitgebracht.
Het vervolg, Neverwinter Nights 2, kwam uit in november 2006, al werd deze versie niet ontwikkeld door Bioware, maar door Obsidian Entertainment.

## Trivia
- Het spel is opgenomen in het boek 1001 Video Games You Must Play Before You Die van Tony Mott.